# منطقة الحفة
منطقة الحفة منطقة سورية إدارية تتبع محافظة اللاذقية ومركزها مدينة الحفة، بلغ تعداد سكان المنطقة 81,213 نسمة حسب التعداد السكاني لعام 2004.

## نواحي منطقة الحفة
- ناحية مركز الحفة
- ناحية صلنفة
- ناحية عين التينة
- ناحية كنسبا
- ناحية مزيرعة